# Walgett
Walgett – miasto w Australii, w stanie Nowa Południowa Walia.